# Diapleu
Diapleu est un village du peuple Dan, situé dans la sous-préfecture de Ziogouiné et rattaché au département de Man.

## Géographie
Le village de Diapleu, situé à l'ouest de la Côte d'Ivoire, fait partie des neuf villages de la sous-préfecture de Ziogouiné. Il appartient au département de Man, dans la région du Tonkpi, dans le district des Montagnes. Il a été dénombré 1 284 habitants dans ce village après le recensement général de la population de l'habitat en 2014. Ce recensement a été conduit par l'Institut national de la statistique.